# Burg (Alemania)
Burg (pronunciación en alemán: /bʊʁk/ⓘ) es un municipio situado en el distrito de Spree-Neiße, en el estado federado de Brandeburgo (Alemania), a una altura de 60 metros. Su población a finales de 2016 era de 4000 habs. y su densidad poblacional, 120 hab/km².